# Blok Lytwyna
Der Block Lytwyns (deutsch für Blok Lytwyna) bzw. Volksblock Lytwyns war ein ukrainisches Parteienbündnis um den ehemaligen Parlamentspräsidenten Wolodymyr Lytwyn. Es wurde 2012 aufgelöst, nachdem 2011 die Bildung von Wahlbündnissen zu den Parlamentswahlen verboten worden war.

## Der "Volksblock Lytwyns" 2006
Im Vorfeld der Parlamentswahlen 2006 gründete der damalige Präsident der Werchowna Rada, Wolodymyr Lytwyn, ein Parteienbündnis unter dem Namen Volksblock Lytwyns (Narodnyj Blok Lytwyna) aus seiner Volkspartei (Narodna partija), der Linkspartei Gerechtigkeit (Sprawedlywist) und der Demokratischen Agrarpartei (Ukrajinska Seljanska Demokratytschna Partija). Auf der Liste des Volksblocks Lytwyns traten neben Wolodymyr Lytwyn u. a. die Sängerin Sofija Rotaru, der Kosmonaut Leonid Kadenjuk, der Historiker Walerij Smolij und der Vorsitzende des Obersten Gerichts der Ukraine, Wasyl Maljarenko an. Die Wahlallianz scheiterte mit 2,44 % der Wählerstimmen an der Drei-Prozent-Hürde und verpasste so den Einzug in die Rada.

## Der "Blok Lytwyna" 2007
Vor den Parlamentswahlen 2007 entstand eine neue Wahlallianz um Wolodymyr Lytwyn, die sich Block Lytwyns nennt. Aus dem alten Parteienbündnis blieb lediglich Lytwyns Volkspartei. Der zweite Partner war die Arbeitspartei der Ukraine (Trudowa Partija Ukrajiny). Die ersten fünf Listenplätze bei den Wahlen 2007 belegten Wolodymyr Lytwyn, Serhij Hrynewezkyj, Mykola Derkatsch, Oleksij Harkuschka und Wiktor Pylypyschyn. Mit 3,96 % der Stimmen gelang der Einzug ins neue Parlament mit 20 Abgeordneten. Die Fraktion des Block Lytwyns war die kleinste der neuen Rada.
Nach den Wahlen verhandelte der Block mit der Partei der Regionen Wiktor Janukowytschs über die Bildung einer Koalitionsregierung. Die beiden Parteien verfügten jedoch allein nicht über eine Mehrheit der Sitze im Parlament. Auch die westlich orientierten Kräfte Block Julia Timoschenko und NU – NS bemühten sich um den Block Lytwyns, bildeten aber dann allein – mit äußerst knapper Parlamentsmehrheit – die Regierung. Nach dem Bruch dieser Koalition kam ein Einstieg des Block Lytwyns in die Regierung erneut ins Gespräch. 2012 schloss sich die Parte Starke Ukraine – die vormalige Arbeitspartei – mit der Partei der Regionen zusammen und die Volkspartei trat bei den Wahlen alleine an.